# Gekkan Comic Zenon
Gekkan Comic Zenon (月刊コミックゼノン Gekkan Komikku Zenon?) es una revista antológica de manga seinen, editada por Coamix y publicada mensualmente por North Stars Pictures y Tokuma Shoten. Fue creada en 2010 como reemplazo para Shūkan Comic Bunch, la anterior antología de manga de Coamix. Las ediciones recopiladas de sus títulos se publican bajo el sello Zenon Comics.

## Lista de series publicadas
Las series en curso se resaltan en verde claro.
| Manga | Inicio             | Fin                | Autor                                                         |
| --- | ------------------ | ------------------ | ------------------------------------------------------------- |
| Ikusa no Ko: Legend of Oda Nobunaga (いくさの子 織田三郎信長伝 Ikusa no Ko Oda Saburō Nobunaga-Den?)                               | diciembre de 2010  | En curso           | Tetsuo Hara y Seibō Kitahara                                  |
| Angel Heart 2nd Season (ANGEL HEART 2ndシーズン Enjeru Hāto Sekando Shīzun?)                                                       | diciembre de 2010  | julio de 2017      | Tsukasa Hojo                                                  |
| DD Hokuto no Ken (DD北斗の拳?) | diciembre de 2010  | agosto de 2016     | Kajio                                                         |
| Gifū Dōdō!! Naoe Kanetsugu: Maeda Keiji Sake Gatari (義風堂々!!直江兼続 -前田慶次酒語り-?)                                         | diciembre de 2010  | marzo de 2014      | Tetsuo Hara, Nobuhiko Horie y Yūji Takemura                   |
| Papa wa Donkan-sama (パパは鈍感さま?)                                                                                              | diciembre de 2010  | noviembre de 2012  | Nao Sekine                                                    |
| Cat's Eye (キャッツ♥愛 Kyattsu Ai?)                                                                                                | diciembre de 2010  | marzo de 2014      | Tsukasa Hojo, Shin Asai y Sakura Nakameguro                   |
| Reizōko Tantei (冷蔵庫探偵?) | diciembre de 2010  | febrero de 2012    | Saemi Endō y Izumi Satō                                       |
| Chiruran: Shinsengumi Requiem (ちるらん 新撰組鎮魂歌 Chiruran Shinsengumi Chinkon-ka?)                                             | diciembre de 2010  | En curso           | Shinya Umemura y Eiji Hashimoto                               |
| Mandala Daladala (まんだらダラダラ Mandara Daradara?)                                                                              | diciembre de 2010  | mayo de 2011       | Kōji Matsuka y Haruki Oka                                     |
| Concierge Platinum (コンシェルジュ プラチナム Konsheruju Purachinamu?)                                                             | diciembre de 2010  | noviembre de 2014  | Michihiko Tōei y Hideyuki Ishizeki                            |
| Waraenu Warashi: 108 no Karma (笑えぬ童子 〜108の業〜 Waraenu Warashi: Hyakuhachi no Karuma?)                                      | diciembre de 2010  | noviembre de 2011  | Makoto Mano                                                   |
| Valientes: Date no Oni Katakura Kojūrō (バリエンテス 伊達の鬼 片倉小十郎 Barientesu Date no Oni Katakura Kojūrō?)                  | diciembre de 2010  | marzo de 2012      | Yoshiki Tanaka                                                |
| Saibanchō! Koko wa Chōeki 4-Nen de Dōsu ka: Boku ni Shikei to Ieru no ka (裁判長!ここは懲役4年でどうすか ぼくに死刑と言えるのか?)  | diciembre de 2010  | febrero de 2012    | Toro Kitao y Inusuke Matsubashi                               |
| Cyber Blue: Ushinawareta Kodomo-tachi (サイバーブルー 失われた子供たち Saibā Burū Ushinawareta Kodomo-tachi?)                      | enero de 2011      | julio de 2012      | Motoki Yoshihara y Tetsuo Hara                                |
| Haikin (拝金?) | febrero de 2011    | octubre de 2011    | Shūji Takeya y Takafumi Horie                                 |
| Otoriyose Ōji Iida Yoshimi (おとりよせ王子 飯田好実?)                                                                              | febrero de 2011    | julio de 2016      | Shiho Takase                                                  |
| Konkatsu no Hanamichi (婚活の花道?)                                                                                                | marzo de 2011      | mayo de 2011       | Ai Sakurakōji                                                 |
| Saibanchō! Boku no Otōto Chōeki 4-nen de Dōsuka (裁判長!ぼくの弟懲役4年でどうすか?)                                                | marzo de 2011      | julio de 2011      | Toro Kitao y Inusuke Matsubashi                               |
| The Commander in Chief Koichiro Sakuraba (内閣総理大臣 桜庭皇一郎 Komandā in Chīfu Sakuraba Koichirō?)                             | julio de 2011      | noviembre de 2012  | Ryuji Tsugihara, Hiroshi Kanai y Mitsuhiro Sera               |
| Wakakozake (ワカコ酒?) | septiembre de 2011 | En curso           | Chie Shinkyu                                                  |
| Ten-pai! (てんぱいっ!?) | diciembre de 2011  | marzo de 2013      | KeiYu                                                         |
| Itsuya-san (夜さん?) | enero de 2012      | noviembre de 2013  | Mizu Sahara                                                   |
| Kū Neru Futari Sumu Futari (喰う寝るふたり 住むふたり?)                                                                            | abril de 2012      | diciembre de 2014  | Kinoko Higurashi                                              |
| Hatsukoi: Kaitakusha-tachi (ハツコイ〜開拓者たち〜 Hatsukoi Kaitakusha-tachi?)                                                     | abril de 2012      | agosto de 2012     | Mitsuru Ōsaki                                                 |
| Nobo-san to Kanojo? (のぼさんとカノジョ??)                                                                                         | junio de 2012      | octubre de 2017    | Molico Ross                                                   |
| Kimi ni Tomodachi ga Dekiru Made. (キミにともだちができるまで。?)                                                                  | junio de 2012      | marzo de 2015      | Shin Hotani                                                   |
| Kanayago (カナヤゴ?) | septiembre de 2012 | septiembre de 2013 | Yū Hikasa                                                     |
| Cross Battlers: CyberBlue the Last Stand (クロスバトラーズ CyberBlue the Last Stand Kurosu Batorāzu Saibā Burū za Rasuto Sutando?) | diciembre de 2012  | enero de 2014      | Motoki Yoshihara y Tetsuo Hara                                |
| Manga Senmon Gakkō-sei no Seishun (漫画専門学校生の青春?)                                                                          | diciembre de 2012  | noviembre de 2015  | Kotaro Yamada y Ryoichi Yokoyama                              |
| Kinyoku no Garda: Nanto Gosha Sei Zenshi (金翼のガルダ〜南斗五車星前史〜 Kinyoku no Garuda Nanto Gosha Sei Zenshi?)                | abril de 2013      | agosto de 2013     | Yoshiji Yamaguchi, Buronson y Tetsuo Hara                     |
| Watashi no Kare wa Shigoto ga Dekinai (私の彼は仕事ができない?)                                                                    | abril de 2013      | enero de 2015      | Kanan Yamada                                                  |
| Bakudan Ōji Dynamite (爆弾王子ダイナマイト Bakudan Ōji Dainamaito?)                                                                | marzo de 2013      | enero de 2014      | Mon Shimizu                                                   |
| Back to the Hero (バック・トゥ・ザ・ヒーロー Bakku to za Hiro?)                                                                    | julio de 2013      | diciembre de 2013  | Hōzuki                                                        |
| Genocider (ジェノサイダー Jenosaidā?)                                                                                              | septiembre de 2013 | octubre de 2015    | Takahiro Akiyoshi y Maya Miyazaki                             |
| Sō Kakusei no Nova (双覚醒のノヴァ Sō Kakusei no Noba?)                                                                            | septiembre de 2013 | febrero de 2014    | Izumi Urata                                                   |
| Hanakaku: The Last Girl Standing (ハナカク-The Last Girl Standing- Hanakaku za Rasuto Gāru Sutandingu?)                            | octubre de 2013    | septiembre de 2015 | Katsunori Matsui                                              |
| Gifū Dōdō!! Kaze no Gunshi Kuroda Kanbei (義風堂々!! 疾風の軍師 -黒田官兵衛-?)                                                     | noviembre de 2013  | febrero de 2017    | Toshiaki Yamada, Tetsuo Hara, Nobuhiko Horie y Hiroyuki Yatsu |
| Detective Appli (探偵アプリ Tantei Apuri?)                                                                                         | noviembre de 2013  | abril de 2014      | Yū Sugimoto                                                   |
| Mononoke: Umibōzu (モノノ怪 -海坊主-?)                                                                                             | noviembre de 2013  | enero de 2015      | Yaeko Ninagawa                                                |
| Arte (アルテ Arute?) | diciembre de 2013  | En curso           | Kei Ōkubo                                                     |
| Basketmono (籠球者 Basukemono?) | diciembre de 2013  | mayo de 2014       | Hirofumi Takezoe                                              |
| The Mermaid Prince (人魚の王子さま 〜マーメイド・プリンス〜 Ningyo no Ōji-sama ~Māmeido Purinsu~?)                                 | enero de 2014      | diciembre de 2015  | Yuana Kazumi                                                  |
| Zero no Shiniki (零の神域?) | febrero de 2014    | febrero de 2015    | Hana Shinohara                                                |
| Koishikarikeru (恋しかりける?) | abril de 2014      | septiembre de 2014 | Rio Misumi                                                    |
| Gifū Dōdō!! Naoe Kanetsugu: Maeda Keiji Hana Gatari (義風堂々!!直江兼続 -前田慶次花語り-?)                                         | mayo de 2014       | En curso           | Tetsuo Hara, Nobuhiko Horie y Masato Deguti                   |
| Oda Shinamon Nobunaga (織田シナモン信長?)                                                                                          | junio de 2014      | En curso           | Una Megurogawa                                                |
| Arte Tokubetsu-hen (アルテ 特別編?)                                                                                                | octubre de 2014    | marzo de 2015      | Kei Ōkubo                                                     |
| Ohayō Toka Oyasumi Toka (おはようとかおやすみとか?)                                                                                | junio de 2014      | junio de 2017      | Machita                                                       |
| Kanshiki Joshi no Hayama-san (鑑識女子の葉山さん?)                                                                                 | junio de 2014      | agosto de 2014     | Izumi Sato                                                    |
| Ame Tokidoki Bō-chan (雨ときどきボーちゃん?)                                                                                       | agosto de 2014     | abril de 2015      | Saya Usato                                                    |
| Onna to Hanashitai (おんなと話したいっ☆彡?)                                                                                        | septiembre de 2014 | noviembre de 2014  | Hyper Wanabee (Takashi Yoshida)                               |
| Hana Musubi (花むすび?) | octubre de 2014    | marzo de 2015      | Subaru                                                        |
| Suzuki-san wa Tada Shizuka ni Kurashitai (スズキさんはただ静かに暮らしたい?)                                                       | noviembre de 2014  | abril de 2016      | Hirohisa Sato                                                 |
| Do-do-ma (ドードーマ Dōdōma?) | diciembre de 2014  | febrero de 2016    | Jun Shiraishi                                                 |
| Obaāchan Shōjo Hinata-cha (老女的少女ひなたちゃん?)                                                                                | diciembre de 2014  | En curso           | Asa Kuwayoshi                                                 |
| Concierge Imperial (コンシェルジュ インペリアル Konsheruju Inperiaru?)                                                             | enero de 2015      | En curso           | Michihiko Tōei y Hideyuki Ishizeki                            |
| Hakoniwa and Papillon (箱庭とパピヨン Hakoniwa to Papiyon?)                                                                        | abril de 2015      | agosto de 2015     | Saki Akamura                                                  |
| Narusawa-kun wa Oishī Kao ni Koishiteru (鳴沢くんはおいしい顔に恋してる?)                                                          | mayo de 2015       | agosto de 2017     | Rei Yamada                                                    |
| Mononoke: Zashikiwarashi (モノノ怪 -座敷童子-?)                                                                                    | mayo de 2015       | noviembre de 2015  | Yaeko Ninagawa                                                |
| Tokyo Share Story (東京シェアストーリ Tōkyō Shea Sutōrī?)                                                                          | junio de 2015      | mayo de 2016       | Rikeo Tada y Motoko Takahashi                                 |
| Tabemono Kemono (たべものけもの?)                                                                                                  | julio de 2015      | febrero de 2016    | Akamaru Enomoto                                               |
| Aragami (アラガミ?) | agosto de 2015     | diciembre de 2015  | Yūshi Hashimoto                                               |
| Konpeitō no Hanayome (金平糖の花嫁?)                                                                                               | septiembre de 2015 | febrero de 2016    | Satono Okazaki                                                |
| Shiawase no Popochi (しあわせのポポチ?)                                                                                            | noviembre de 2015  | octubre de 2016    | Saya Usato                                                    |
| Grendel: A Tale of the World Without Dragons (グレンデル Gurenderu?)                                                               | diciembre de 2015  | julio de 2017      | Mako Oikawa                                                   |
| Yakubyōgami to Baka Megami (疫病神とバカ女神?)                                                                                     | enero de 2016      | diciembre de 2016  | Takuya Mori                                                   |
| Nishi Ogikubo Run Through (西荻窪ランスルー?)                                                                                      | febrero de 2016    | En curso           | Ringo Yuki                                                    |
| Trace: Kasōken Hōi Kenkyūin no Tsuisō (トレース 科捜研法医研究員の追想 Torēsu: Kasōken Hōi Kenkyūin no Tsuisō?)                    | marzo de 2016      | En curso           | Kei Koga                                                      |
| Meshinuma (めしぬま。?) | marzo de 2016      | En curso           | Amida Muku                                                    |
| Bungo Act (文豪アクト?) | abril de 2016      | febrero de 2017    | Fukutaro Masaki                                               |
| Mononoke: Nue (モノノ怪 -鵺-?) | mayo de 2016       | noviembre de 2016  | Yaeko Ninagawa                                                |
| Chiruran: Nibun no Ichi (ちるらん にぶんの壱?)                                                                                     | julio de 2016      | En curso           | Shinya Umemura y Eiji Hashimoto                               |
| Gohyakunenme no Marion (五百年目のマリオン?)                                                                                       | agosto de 2016     | En curso           | Yuu Hikasa                                                    |
| Kasuka no Chō Nibun no Ichi Chōme Tantei Jimusho (幽乃町1/2丁目探偵事務所?)                                                        | septiembre de 2016 | En curso           | Izumi Urata                                                   |
| Takaoka-san no Mōsō Keiri Memo (高岡さんの妄想経理メモ?)                                                                           | octubre de 2016    | En curso           | Pikomaro                                                      |
| Backstage! (バックステージ! Bakkusutēji?)                                                                                          | noviembre de 2016  | En curso           | Okushou, Niimaruyuu                                           |
| Shōki no Gas Masquerade (瘴気のガスマスカレイド Shōki no Gasu Masukareido?)                                                        | diciembre de 2016  | En curso           | Yoshiki Tanaka, Mizuki Mizushiro                              |
| Fumino-san no Bungu na Nichijō (文野さんの文具な日常?)                                                                             | diciembre de 2016  | En curso           | Akamaru Enomoto                                               |
| Shiga Hime (屍牙姫?) | enero de 2017      | En curso           | Hirohisa Sato                                                 |
| Yano Nanako, Hakkyū o Pu. (矢野七菜子、白球を追う。?)                                                                              | febrero de 2017    | En curso           | Tokihiko Tamaru                                               |
| Sasakawa-san Chi no Aineko Shiro (笹川さん家の愛猫シロウ?)                                                                         | abril de 2017      | En curso           | Ema Saegusa                                                   |
| Mononoke: Noppera-bō (モノノ怪-のっぺらぼう-?)                                                                                     | mayo de 2017       | En curso           | Yaeko Ninagawa                                                |
| Mobuko no Koi (モブ子の恋?) | mayo de 2017       | En curso           | Akane Tamura                                                  |
| Hiiro no Bunraku (火色の文楽?) | julio de 2017      | En curso           | Komao Kita                                                    |
| Hakoniwa no Toriko (箱庭の虜?) | junio de 2017      | One-shot           | Mizu Sahara                                                   |
| Arthur Bright (アーサーブライト Āsā Buraito?)                                                                                      | julio de 2017      | En curso           | Kairi Shimotsuki                                              |
| Surfingman (サーフィングマン Sāfingu Man?)                                                                                         | agosto de 2017     | En curso           | Haruto Umezawa                                                |
| Kyō Kara City Hunter (今日からシティハンター?)                                                                                     | septiembre de 2017 | En curso           | Sokura Nijiki                                                 |
| Watashi to Watashi (私と私?) | octubre de 2017    | En curso           | Mizu Sahara                                                   |
| Shinigami ni Datte, Ai wa Aru (死神にだって、愛はある。?)                                                                          | noviembre de 2017  | En curso           | Izumi Urata, Makiko Yoshida                                   |
| Sōten no Ken: Regenesis (蒼天の拳 リジェネシス Sōten no Ken Rijeneshisu?)                                                          | diciembre de 2017  | En curso           | Hiroyuki Yatsu, Hideki Tsuji                                  |
| Shūmatsu no Valkyrie: Record of Ragnarok (終末のワルキューレ Shūmatsu no Warukyūre?)                                               | enero de 2018      | En curso           | Ajichika, Shinya Umemura, Takumi Fukui                        |